# Алекс Ернандес
Алекс Ернандес (англ. Alex Hernandez, нар. 27 вересня 1978) — кубинсько-американський письменник-фантаст з Південної Флориди.
Ернандес — перший член своєї великої кубинської родини, хто народився у Сполучених Штатах. Він пише у власному жанрі, який називає «трансгуманістичне мамбо» (назву Transhuman Mambo також має його збірка оповідань 2013 року). За словами Ернандеса, цей неологізм базується на популярному поєднанні наукового терміна з музичною формою (наприклад, космічна опера), яке точно описує поєднання його любові до наукової фантастики з кубинською культурою його виховання. У дитинстві на Ернандеса справили великий вплив твори Айзека Азімова, тож він відчував особистий зв'язок з цим іммігрантом, рідна мова якого також не англійська. Відкриття романів Октавії Батлер під час навчання в коледжі мало не менш глибокий вплив на його творчість.
Ернандес почав писати інді-вебкомікси на початку 2000-х. Він відомий своєю роботою над колективно створюваним персонажем Jenny Everywhere. Серед власних робіт: Eleggua, Thoth Boy, Kobuta, Children of Mars.
Працюючи адміністратором бібліотеки коледжу Маямі-Дейд, Ернандес опублікував ряд коротких оповідань у науково-фантастичних виданнях, зокрема «A Thing with Soft Bonds», включене у збірку «Near Kin: A Collection of Words and Art Inspired by Octavia E. Butler» (2014), котру було номіновано на премію видавництва Пушкарт. Оповідання «Caridad» увійшло до антології Latin@ Rising An Anthology of Latin@ Science Fiction and Fantasy, видавництва Wings Press, 2017. Оповідання Ернандеса також з'явилися в популярній і довготривалій серії військової наукової фантастики Man-Kzin Wars, започаткованої Ларрі Нівеном й опублікованої у видавництві Baen Books. Інші його оповідання публікувалися на Baen.com, The Colored Lens і в Interstellar Fiction.
Ернандес є чотириюрідним братом Орландо Ортега-Медіни, автор збірки Jerusalem Ablaze: Stories of Love and Other Obsessions.

## Романи
- Tooth and Talon («Зуб і кіготь», 2017)[6]

## Оповідання
- «Bound for the Promised Land», Man-Kzin Wars XIII, Baen Books, 2012.
- «At the Gates», Man-Kzin Wars XIII, Baen Books, 2012.
- «Beasts on the Shore of Light», The Colored Lens, Issue #3, 2012.
- «Murder of Crows», Baen.com, 2012.
- «Tread Lightly», Interstellar Fiction, 2013.
- «Lions on the Beach», Man-Kzin Wars XIV, Baen Books, 2013.
- «A Thing of Soft Bonds», Near Kin: A Collection of Words and Art Inspired by Octavia Estelle Butler, Sybaritic Press, 2014.
- «The Properties of Water», Bastion Science Fiction Magazine, Issue #4, 2014.
- «Of Radiation and Reunion», Whiteside Review, 2015.
- «The Jicotea Princess», Three-lobed Burning Eye (3LBE), Issue #28, 2016.
- «Caridad», Latin@ Rising: An Anthology of Latin@ Science Fiction and Fantasy, Wings Press, 2017.